# Мартуни
Мартуни (јерм. Մարտունի) је град у јерменском марзу Гехаркуник. Смештен је на југозападним обалама језера Севан на месту где се река Северни Мартуни улива у језеро. Удаљен је око 130 км источно од Јеревана.
У 2010. у граду је живело око 12.000 људи. 
На месту данашњег града у античко време постојало је насеље Мец Кзнут. Град се у периоду између 1830—1922 звао Неркин Каранлуг или Нижни Карангул. Данашње име датира од 1926. године и дато је у част првог совјетског премијера Јерменије Александра Мартуни Мјасникова. 
Град је неко време био центар марза Гехаркуник.
Мартуни има свој фудбалски клуб ФК Алашкерт Мартуни који се тренутно такмичи у другој лиги Јерменије.